# Liemeer
Liemeer è un'ex-municipalità dei Paesi Bassi situata nella provincia dell'Overijssel. Soppressa 1º gennaio 2007, il suo territorio è stato incorporato nella municipalità di Nieuwkoop. Fino al 1993 la municipalità ha portato il nome del proprio capoluogo, Nieuwveen.